# Sutorius
Sutorius  Gelardi, Simonini & Vizzini – rodzaj grzybów należący do rodziny borowikowatych (Boletaceae).

## Systematyka
Pozycja w klasyfikacji według Index Fungorum: Boletaceae, Boletales, Agaricomycetidae, Agaricomycetes, Agaricomycotina, Basidiomycota, Fungi.
Synonim: Neoboletus Gelardi, Simonini & Vizzini 2014.
Jest to nowo utworzony rodzaj. W wyniku prowadzonych w ostatnich latach badań filogenetycznych w obrębie rodzaju Boletus i Xerocomus nastąpiły znaczne przetasowania w ich taksonomii.

## Gatunki
- Sutorius australiensis (Bougher & Thiers) Halling & N.A. Fechner 2012
- Sutorius brunneissimus (W.F. Chiu) G. Wu & Zhu L. Yang 2016
- Sutorius eximius (Peck) Halling, Nuhn & Osmundson 2012
- Sutorius magnificus (W.F. Chiu) G. Wu & Zhu L. Yang 2016
- Sutorius subrufus N.K. Zeng, H. Chai & S. Jiang 2019
- Sutorius thibetanus (Shu R. Wang & Yu Li) G. Wu & Zhu L. Yang 2016
- Sutorius venenatus (Nagas.) G. Wu & Zhu L. Yang 2016

Wykaz gatunków i nazwy naukowe na podstawie Index Fungorum.